# Berwartshausen
Berwartshausen ist ein Dorf in Niedersachsen, das seit 1975 in die Stadt Northeim eingemeindet ist.
Durch den Ort fließt die Moore. Am Ortsrand verlaufen die Bundesautobahn 7 und die Bundesstraße 241.

## Geschichte
Der Ortsnamen von Berwartshausen erinnert an seinen Erbauer, Berward von Meden.
Im Hochmittelalter wurden hier Halbmeierhöfe nach dem Vorbild des Amelungsborner Klosterhofes Schnedinghausen angelegt. 1239 übertrugen die Herren Grubo von Grubenhagen ihren lokalen Landbesitz an Amelungsborn. Im Dreißigjährigen Krieg wurde der Ort zerstört. Nach der Säkularisation wurde das Kloster aufgehoben, die Hoheit über die Gerichtsbarkeit und die Einkünfte übertrug man an das, aus dem Kloster Amelungsborn entstandene, Amt Amelungsborn. Amelungsborn verkaufte 1772 die wiederaufgebauten Höfe an die Herren von Hardenberg, die die Höfe nach wenigen Jahrzehnten an private Käufer weiterveräußerten. Zur damaligen Zeit gehörte Berwartshausen zum Kirchspiel von Hillerse. Erst 1961 wurde in dem Dorf ein sakrales Gebäude errichtet, die Friedhofskapelle. Das Ortswappen zeigt 3 Ringe und 1 Schwert.
Am 1. März 1974 wurde Berwartshausen in die Kreisstadt Northeim eingegliedert.

## Einwohnerentwicklung
Entwicklung der Einwohnerzahl in Berwartshausen
| - 1823: 360 Einwohner - 1910: 148 Einwohner - 1925: 120 Einwohner - 1930: 100 Einwohner - 1933: 137 Einwohner - 1939: 119 Einwohner | - 1959: 172 Einwohner - 1961: 169 Einwohner - 1963: 157 Einwohner - 1966: 162 Einwohner - 1970: 136 Einwohner - 1974: 140 Einwohner - 2015: 081 Einwohner |